# بژژ-خوبه
بژژ-خوبه (به لهستانی:  Brzezie-Huby) یک روستا در لهستان است که در گمینا گوستنگ واقع شده‌است.